# C/1985 K1 Machholz
C/1985 K1 (Machholz) è una cometa non periodica scoperta il 27 maggio 1985, si tratta della seconda cometa scoperta dall'astrofilo statunitense Donald Edward Machholz.

## Osservazioni
Secondo le effemeridi la cometa avrebbe dovuto raggiungere una magnitudine compresa tra la 4a e la 5a tra la fine di giugno e l'inizio di luglio 1985, in effetti la cometa, molto mal posizionata per le osservazioni in quanto estremamente vicina al Sole, dopo essere stata osservata di 7,6a nella prima metà di giugno non fu più osservata fino a quattro giorni prima del perielio quando fu osservata nell'infrarosso, raggiungendo la -2a nella banda dei 12,5 micron, dopo il passaggio al perielio ci fu un'unica osservazione da parte dell'astrofilo giapponese Tsutomu Seki che la osservò di 10,0-10,5a, riuscendo anche a fotografarla.